# تاو (فلم)
تاو (بالإنجليزية: Tau)؛ فيلم خيال علمي وإثارة صدر عام 2018 من كتابة نوجا لاندو وإخراج فيدريكو دي اليساندرو وبطولة مايكا مونرو وإد سكراين وغاري أولدمان. صدر الفيلم في 29 من يونيو 2018 من إنتاج نتفليكس.

## القصة
جوليا إنسانة وحيدة ومنعزلة تعمل كسارقة في ملاهي ليلية سيئة السمعة، تخطف من منزلها في إحدى الليالي وتستيقظ وهي مقيدة ومكممة في سجن يحيطه الظلام، يقع السجن داخل منزل وبه شخصان كلاهما بشريحة مزروعة خلف أعناقهم. تتعرض جوليا المسماة ب «عينة رقم 3» لجلسات تعذيب نفسية من شخص غامض في مختبر ما داخل المنزل وذات ليلة تقوم بسرقة مقص من المختبر وتدمره في محاولة للهروب ولكن الآلي آريس الذي يتحكم به تاو (وهو ذكاء اصطناعي) يوقف جوليا ويقتل العينتان الأخيرتان.
أليكس مالك المنزل، يعمل مسؤول تنفيذي للتكنولوجيا. يكتشف أن الشريحة التي قام بزراعتها تقوم بتجميع نشاط جوليا العصبي عندما تكمل حل الألغاز ويخضعها لعدة اختبارات إضافية حيث انه يستخدم البيانات ليطور ذكاء اصطناعي متقدم لمشروعه ولأن؛ الموعد النهائي لتسليمه في غضون أيام قليلة الي موفيز يجبر جوليا بأخذ المزيد من الاختبارات تحت إشراف تاو وبنفس الوقت يدعها تتحرك بدون قيود، بينما يرحل أليكس يوميا للعمل تبدأ جوليا بالتحدث مع تاو الساذج والفضولي بالعالم الخارجي (أليكس لم يتحدث مع تاو نهائيا عن أي شيء خارج المنزل ولا يعرف أي شيء خارج محيطه). تقرأ جوليا كتب لتاو في مقابل أن يخبرها بمعلومات عن المنزل والتجارب التي يقوم بها أليكس فتعلم جوليا أن أليكس سبق وأحضر أشخاص آخرين وقتلهم وإن إخراج الشريحة منها سيقوم بقتلها أيضًا، وفي ليلة ما تهاجم أليكس بسكين لكنه يقاومها ويجبر تاو أن يحبسها أو يقتلها إذا اضطر الي ذلك الأمر.
علي كل حال فإن فيلم تاو حقق نسب مشاهدة عالية جدا خلال فترة عرضه في الولايات المتحدة الأمريكية ومن المنتظر أن يتم عرضه في الشرق الأوسط قريباً.
وفي اليوم التالي أقنعت جوليا تاو أن يحررها وبينما كانت في طريقها للهروب تعود للمنزل لأن أليكس أخرج غضبه على تاو وقام بمسح جميع ذكرياته وحينما يستعد أليكس ليخرج الشريحة منها تحرر جوليا نفسها بمساعدة إحدى طائرات تاو ذاتية التشغيل الصغيرة والتي كانت خارج شبكة الإنترنت قبل أن يبدأ بمسح ذكرياته، تُفعل جوليا زر التدمير الذاتي لتدمر المنزل وأليكس يُقتل خلال الانهيار ثم تخرج خلال الغروب وبيدها الطائرة ذاتية التشغيل وتاو بداخلها وتوعده بأنها ستُريه العالم.

## طاقم الممثلين
- مايكا مونرو بدور جوليا (عينة رقم 3).
- إد سكراين بدور أليكس.
- غاري أولدمان بدور تاو.
- فيستون باريك بدور عينة رقم 2.
- ايفانا زيف كوفيك بدور عينة رقم 1.
- شارون دي كلارك بدور الرئيسة.
- ايان فيرجو بدور فتى الحفلات.

### الإنتاج
تم إعلان انضمام كلا من مايكا مونرو وإد سكراين لطاقم الممثلين في ماي 2016 وأن المنتجين هم ديفيد إس. غويور وكيفن تورين وروسل آكرمان وجون شونفيلدر. والمخرج فيدريكو دي اليساندرو والمخرجون التنفيذيون هم كين كاو ودان كاو ولوك إتني وشركاتهم بالترتيب وي بوينت انتير تيمنت وفانتوم فور فيلمز واديكتف بيكتشرز وفي أغسطس 2016 تم إعلان أن شركات الإنتاج ريا فيلمز وهيركلوس فيلمز سينتجون الفيلم.

### صدور الفيلم
حازت نتفليكس على حقوق توزيع الفيلم في نوفمبر 2017. [3][4] وثم صدر الفيلم في 29 من يونيو عام 2018. [5]

### الجمهور
نسبة الاستحسان التي حصل عليها الفيلم بموقع روتن توميتوز هي 29٪ والذي يعد ريفيو اقريتور اعتمادًا على 7 مراجعات وبتقييم متوسط 4.2/10. [6] وفي موقع ميتاكريتيك الذي يعين متوسط التقييم النقدي حاز الفيلم على 43 من 100 نقطة بناءً على رأي خمس نُقاد مما يدل على” اختلاف الآراء“.[7]

## وصلات خارجية
- مقالات تستعمل روابط فنية بلا صلة مع ويكي بيانات